# Carlos María Morales
Carlos María Morales Maeso (Montevideo, 1º marzo 1970) è un ex calciatore uruguaiano, di ruolo attaccante.

## Palmarès

### Club

#### Competizioni nazionali
- Campionato messicano: 3

Toluca: Verano 1998, Verano 1999, Verano 2000

### Individuale
- Capocannoniere della Coppa CONMEBOL: 1

1998